# 거제 장흥사 지장보살시왕탱
거제 장흥사 지장보살시왕탱(巨濟 長興寺 地藏菩薩十王幀)은 대한민국 경상남도 거제시에 있는 조선시대의 불화이다. 2007년 3월 15일 경상남도의 유형문화재 제454호로 지정되었다.

## 개요
지장보살을 중심으로 시왕과 판관 등 인물이 자세라든지, 전체적인 구도가 짜임새 있게 이루어져 있다. 주색을 위주로 하여 녹색과 청색을 사용하였는데 자칫 화면이 어두워 보일 수도 있으나 금분으로 칠해진 홀, 금관, 장신구들이 화면에 고르게 분포되어 화면 전체가 화사한 시각적 효과를 나타낸다.
아울러 제작 시기나 봉안처가 분명하며, 시주자중에는 尙宮이 포함되어 있어 당시 시주자 계층의 일면을 볼 수 있을 뿐만 아니라, 양질의 안료를 사용한 것이 돋보이는 작품이다. 또한 극락왕생을 기원하기 위한 염불계인 만일회에서 사용되었던 것으로써 당시 사회상의 한 단면을 읽을 수 있는 좋은 자료이다.

## 참고 문헌
- 거제 장흥사 지장보살시왕탱 - 국가유산청 국가유산포털